# Warwara Sahakjan
Warwara Sahakjan (zm. 1934) – ormiańska posłanka wybrana w 1919 roku do parlamentu jako jedna z trzech pierwszych posłanek w Armenii.

## Życiorys
Warwara była żoną ormiańskiego polityka Awetika Sahakjana, pierwszego przewodniczącego parlamentu Armenii w 1919 roku. Jako członek Armeńskiej Federacji Rewolucyjnej wystartowała i została wybrana posłanką w wyborach 1919 roku. Wziąć w nich udział mógł każdy obywatel niezależnie od płci czy wyznania, który ukończył 20 lat. Na listach wyborczych partii znalazło się 120 kandydatów, w tym cztery kobiety. Trzy z nich zostały wybrane posłankami. Oprócz Warwary były to: Perchuhi Partizpanjan-Barseghjan i Katarine Zaljan-Manukjan. Warwara jako poseł skupiła się na problemach edukacji.
Po przejęciu władzy przez bolszewików w 1920 roku Awetik został uwięziony. Po jego uwolnieniu razem z dziećmi uciekli pieszo do Tabriz w Persji. Osiedlili się w Iraku, ale ponieważ klimat jej nie służył przenieśli się do Bejrutu. Tam pracowała w Ormiańskim Towarzystwie Pomocy (Հայ Օգնութեան Միութիւն). Zmarła w 1934 roku.